# Tour de l'Horloge (Vichy)
Pour les articles homonymes, voir Tour de l'Horloge.
La Tour de l'Horloge de Vichy constitue, avec la nef de l'église Saint-Blaise, le seul vestige du l'ancien château de Vichy jusqu'à son effondrement en 1987.

## Description
Construite au XIVe siècle, cette tour-vigie mesurait 22 m de haut pour des murs épais de 3 mètres à la base et de 2 mètres au sommet. En son sein se trouvait un escalier qui comptait 117 marches.
La tour protégeait une seule cloche, baptisée le 11 octobre 1638 par l'abbé Mosnier, curé de Saint-Blaise de 1631 à 1652. 

## Intérêt renouvelé à partir duXIXesiècle
Dans une délibération du 30 décembre 1889, le conseil municipal de Vichy décide de demander l'inscription de la tour à l'inventaire des Monuments Historiques.
En avril 1891, une expertise de la tour est effectuée et souligne que « la conservation parfaite de cette tour sera complètement assurée par quelques travaux de consolidation faciles à exécuter ». En 1902, la tour est surélevée de trois mètres et couronnée des créneaux.

## Effondrement

### Circonstances
En janvier 1987, la ville de Vichy charge un architecte d'une mission d'étude préalable en vue de la restauration de la Tour de l'Horloge.
En mars 1987, le ministre chargé de la culture confie à Jacques Corrocher, archéologue, la réalisation d'une fouille de sauvetage archéologique sur le site de cette tour, afin de savoir si elle était édifiée sur des roches ou sur du remblai. Le 14 mai 1987, ce dernier fait creuser à la pelleteuse un trou de 3,40 mètres sur 0,50 mètre au pied de la tour.
Le lendemain, le 15 mai 1987, la tour s'effondre, ensevelissant de nombreuses voitures et endommageant gravement les immeubles voisins, sans faire de victimes.

### Réactions
Dès le matin du 15 mai 1987, les services municipaux commencent à déblayer les lieux et les véhicules ensevelis à l'aide de pelleteuses et de bulldozers.
Le 20 mai 1987, la rédaction de La Montagne salue, dans un encart spécial, « la solidarité d'un quartier », évoquant notamment le cas de Georges Michelle, membre du comité du Vieux Vichy, et sa femme, relogés par des voisins.
Le 22 mai 1987, Pierre Broustine, chargé de l'environnement et du cadre de vie au conseil municipal de Vichy, fait publier l'information suivante dans La Montagne à propos de la tour de l'Horloge : « Beaucoup de Vichyssois se sont émus de son effondrement, ils espèrent qu'elle sera reconstruite. La ville n'en a pas les moyens, mais ce serait possible en faisant appel aux Bâtiments de France, aux Conseils général et régional. Je n'exclus pas la participation des Vichyssois qui en manifestent le désir dans une opération de souscription ».

### Suites judiciaires

#### Devant le juge civil
Dans un arrêt du 5 octobre 1995, la cour d'appel de Riom déclare Jacques Corrocher responsable de l'effondrement de la Tour de l'Horloge. Elle énonce qu'il s'agit d'une faute personnelle grave, détachable de la mission de service public qui avait été confiée à l'intéressé, et condamne donc celui-ci à verser à la ville de Vichy et à son assurance la somme de 3 450 380 francs.
Dans un arrêt du 21 octobre 1997, la Cour de cassation rejette le pourvoi de l'archéologue.

#### Devant le juge administratif
Dans un arrêt du 7 juillet 2000, le tribunal administratif de Clermont-Ferrand condamne l'État à rembourser à Jacques Corrocher et à son assureur la somme de 3 529 816,87 francs. Elle retient en effet que celui-ci, « enseignant, archéologue non professionnel, qui n'a pas la qualité d'architecte, autorisé, ainsi qu'il a été rappelé, à effectuer les fouilles de sauvetage de la Tour de l'Horloge à Vichy, doit être regardé, sans que l'établissement d'un mandat exprès ne soit nécessaire, comme ayant la qualité de collaborateur bénévole de l'État » et que, dès lors, il « est fondé à soutenir que l’État doit le rembourser de la totalité des sommes auxquelles il a été condamné par le juge judiciaire ».